# EKE (fordon)

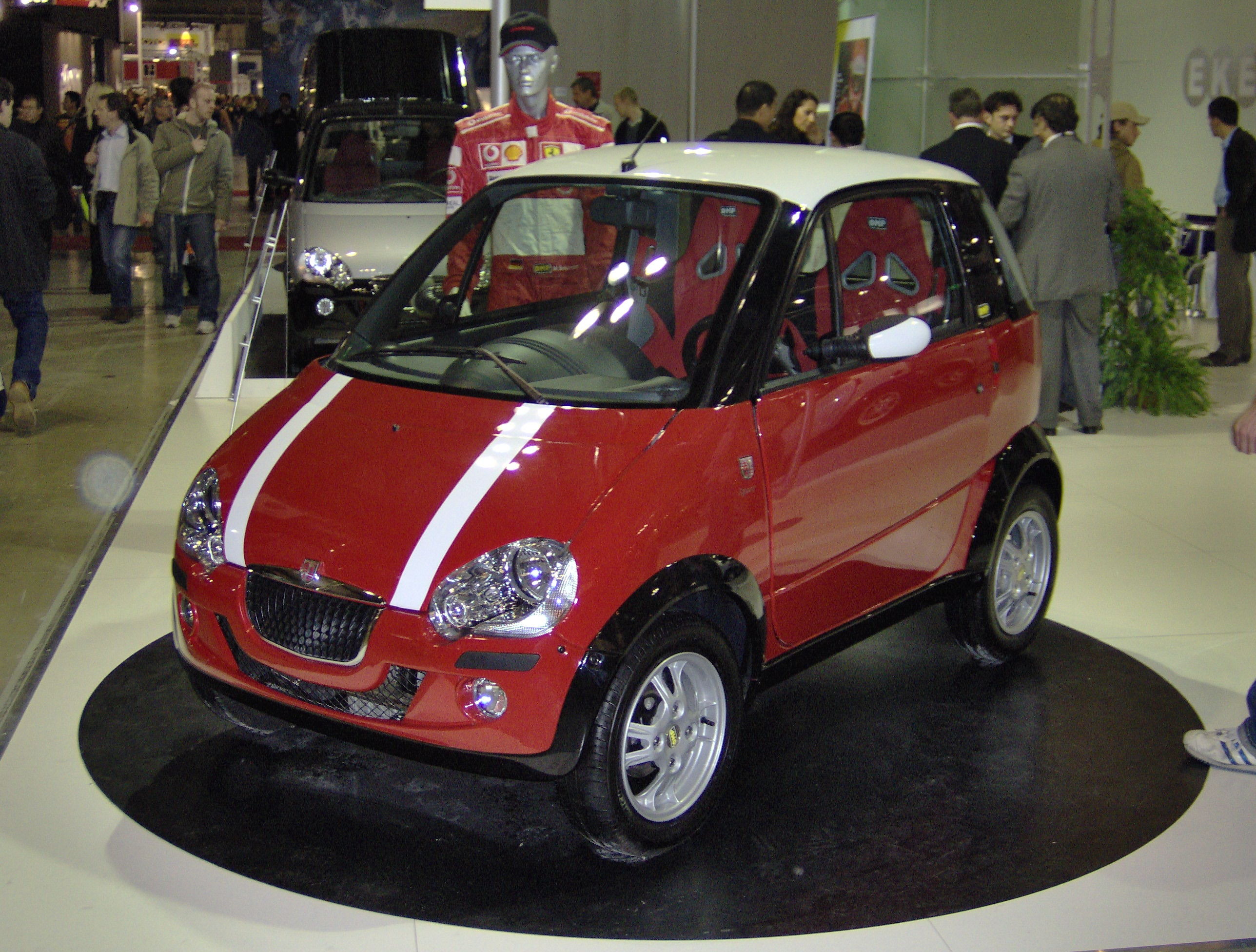
EKE

EKE är ett fordon tillverkat av det italienska företaget GRECAV. EKE finns i versioner som enligt svensk lagstiftning inte kräver bil-körkort för att framföras. Am-kort och en ålder på 15 år behövs för främförande på väg.